# Burlesque Hall of Fame

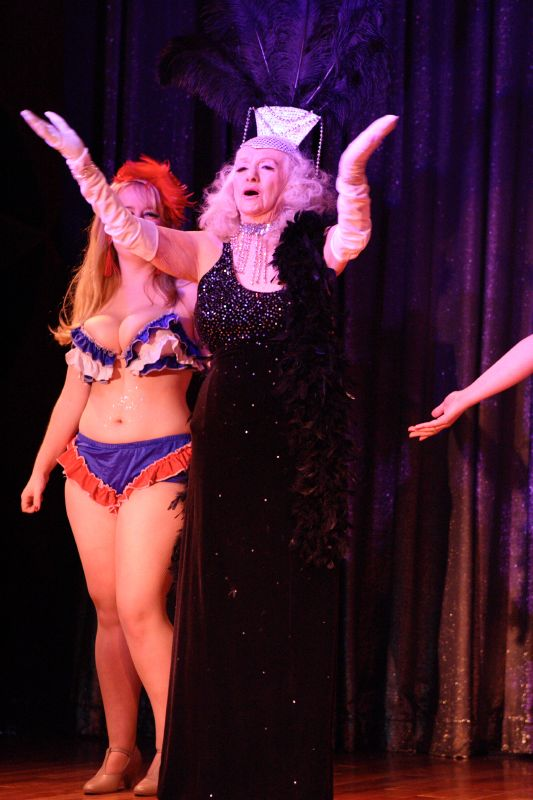
Dixie Evans lors du concours Miss Exotic World de 2006.

Le Burlesque Hall of Fame (BHOF), est le seul musée au monde consacré à l'histoire, à la préservation et à l'avenir de l'art du burlesque américain. Situé dans le quartier des arts de Las Vegas, au 1027 S Main st. #110, le BHOF est une destination touristique et une organisation éducative, à but non lucratif offrant des visites de sa vaste collection de costumes, souvenirs, accessoires et objets éphémères de l'apogée du burlesque à la pratique contemporaine. Il propose aussi des cours individuels et par groupes de tous niveaux, y compris pour les débutants, des projections de films, un accès à la recherche pour les étudiants et les journalistes ainsi qu'une boutique de cadeaux.
Anciennement connu sous le nom d’Exotic World, le musée a débuté avec la collection personnelle de l'artiste stripteaseuse et membre fondatrice de la Ligue des danseurs exotiques d'Amérique Jennie Lee. Après sa mort, en 1990, son amie et collègue artiste, Dixie Evans, créé le musée à Helendale, en Californie, et elle lance le concours Miss Exotic World, en 1990.
En 2006, le Burlesque Hall of Fame déménage de Helendale à Las Vegas, pour s'établir comme une attraction touristique permanente et un espace d'exposition pour sa collection. Après avoir occupé pendant près de dix ans le bâtiment des arts d'urgence au cœur d'un centre ville de Las Vegas (en) revitalisé, le musée déménage, en 2018, dans le quartier des arts de Las Vegas.
En 2019, ce concours de Miss Exotic World en est à sa 29e année  et s'est développé pour devenir le Burlesque Hall of Fame Weekender, une convention de quatre jours, organisée chaque année à Las Vegas qui comprend des cours, des ventes de produits, des visites de musées, des défilés de pin-ups et quatre nuits de spectacles.

## Histoire
La danseuse, à la retraite, Jennie Lee commence à collectionner des souvenirs burlesques alors qu'elle est propriétaire de la boîte de nuit Sassy Lassy à San Pedro, en Californie. Après que Lee ait été diagnostiquée d'un cancer du sein, elle et son mari s'installent dans une ferme de chèvres, abandonnée à Helendale, en Californie, située dans le désert de Mojave, à environ un tiers du trajet entre Los Angeles, en Californie et Las Vegas, au Nevada.
Lee a l'intention de créer un musée du burlesque, de fonder une école de burlesque et de gérer des chambres d'hôtes et le site de la ferme a assez de place pour contenir sa collection croissante. Seul le musée est créé de son vivant.
Après la mort de Jennie Lee, en 1990, Dixie Evans reprend la ferme et la transformée en Musée du burlesque du monde exotique, avec l'aide du veuf de Lee, Charlie Arroyo. Les souvenirs de Lee constituent le cœur de la collection, mais des gens du monde entier commencent rapidement à faire des dons à l'Exotic World. La collection se développe suffisamment pour remplir toute la ferme.
Fin 2005, le musée est temporairement fermé, pour inventaire et rénovations, à la suite du décès inattendu d'Arroyo et aux importants dégâts causés aux installations du musée, par les intempéries. Bien que le musée n'ait pas été ouvert au moment du concours annuel de Miss Monde Exotique en 2006, le concours a néanmoins lieu ailleurs, au Celebrity Theater, à Las Vegas. En 2006, le Burlesque Hall of Fame déménage de Helendale vers un espace temporaire dans le bâtiment des arts d'urgence de Las Vegas.
Le Hall of Fame déménage dans des locaux permanents dans la rue principale, à Las Vegas, en avril 2018.

## Légendes du burlesque
Le Burlesque Hall of Fame n'a pas de procédure d'intronisation officielle. Le musée a pour vocation de célébrer et d'honorer toute l'histoire du burlesque. Un prix de la « Légende vivante de l'année » est remis chaque année, pendant le week-end, du BHOF à un artiste qui a apporté une contribution significative à l'histoire du burlesque. Le BHOF décerne également un prix « Sassy Lassy » à une personne qui a contribué de manière significative à la promotion et à la préservation de l'art du burlesque.
Parmi les lauréats de la légende vivante de l'année figurent :
- 2019 Camille 2000
- 2018 Kitten Natividad
- 2017 Lottie the Body
- 2016 Dee Milo
- 2015 April March
- 2014 Toni Elling (en)
- 2013 Tai Ping
- 2012 La Savona
- 2011 Barbara Yung
- 2010 Betty Rowland
- 2009 Satan's Angel
- 2007 Tura Satana
- 2004 Tempest Storm
- 2003 Mitzi Sinclaire

Lauréats du prix Sassy Lassy :
- 2019 Simone de la Getto
- 2018 Indigo Blue
- 2017 Ophelia Flame
- 2016 Ursulina
- 2016 Fisherman
- 2015 Otter (Blue Angel)
- 2015 Bonnie Dunn (Blue Angel)
- 2015 Bambi the Mermaid (Burlesque à la plage)
- 2015 Dick Zigun (Burlesque à la plage)
- 2015 Madison Stone (Pionnière du burlesque et reine des cris)
- 2014 Torchy Taboo
- 2014 Grant Philipo
- 2014 Vivienne VaVoom
- 2013 Katy K
- 2013 Catherine D'Lish
- 2013 Scott Ewalt
- 2012 Dita von Teese
- 2012 Don Spiro
- 2012 Jo "Boobs" Weldon
- 2011 Billie Madley
- 2011 Baby Doe Von Stoheim (Tease-O-Rama)
- 2011 Alison Fensterstock (Tease-O-Rama)
- 2011 Debbie Mink (Tease-O-Rama)
- 2011 Alan Perowski (Tease-O-Rama)
- 2011 Michelle Carr

## Musée
La collection du musée Exotic World comprend des costumes, des accessoires, des affiches, des photographies, des photos publicitaires, des coupures de journaux et des affiches liées à des artistes burlesques célèbres comme Dita von Teese, Blaze Starr, Lili St-Cyr, Chesty Morgan, Candy Barr et Tempest Storm.
Le musée comprend des éléments de costume et des accessoires tels que des boas en plumes, des éventails, des gants, des porte-jarretelles, des robes, des chaussures, des pâtes, des strings et des bijoux. Beaucoup de ces articles sont spécialement conçus pour être utilisés dans le cadre de stripteases.
Parmi les pièces uniques, on trouve des éventails en ivoire utilisés par Sally Rand, des gants et une cape d'épaule en velours noir portés par Gypsy Rose Lee, un canapé en forme de cœur appartenant à Jayne Mansfield et les cendres de crémation de Miss Sheri Champagne.

## Film
L'histoire du Burlesque Hall of Fame est le sujet du documentaire Exotic World & the Burlesque Revival de 2010. Dixie Evans apparaît dans le documentaire Behind the Burly Q (en) de Leslie Zemeckis.

## Miss Exotic World

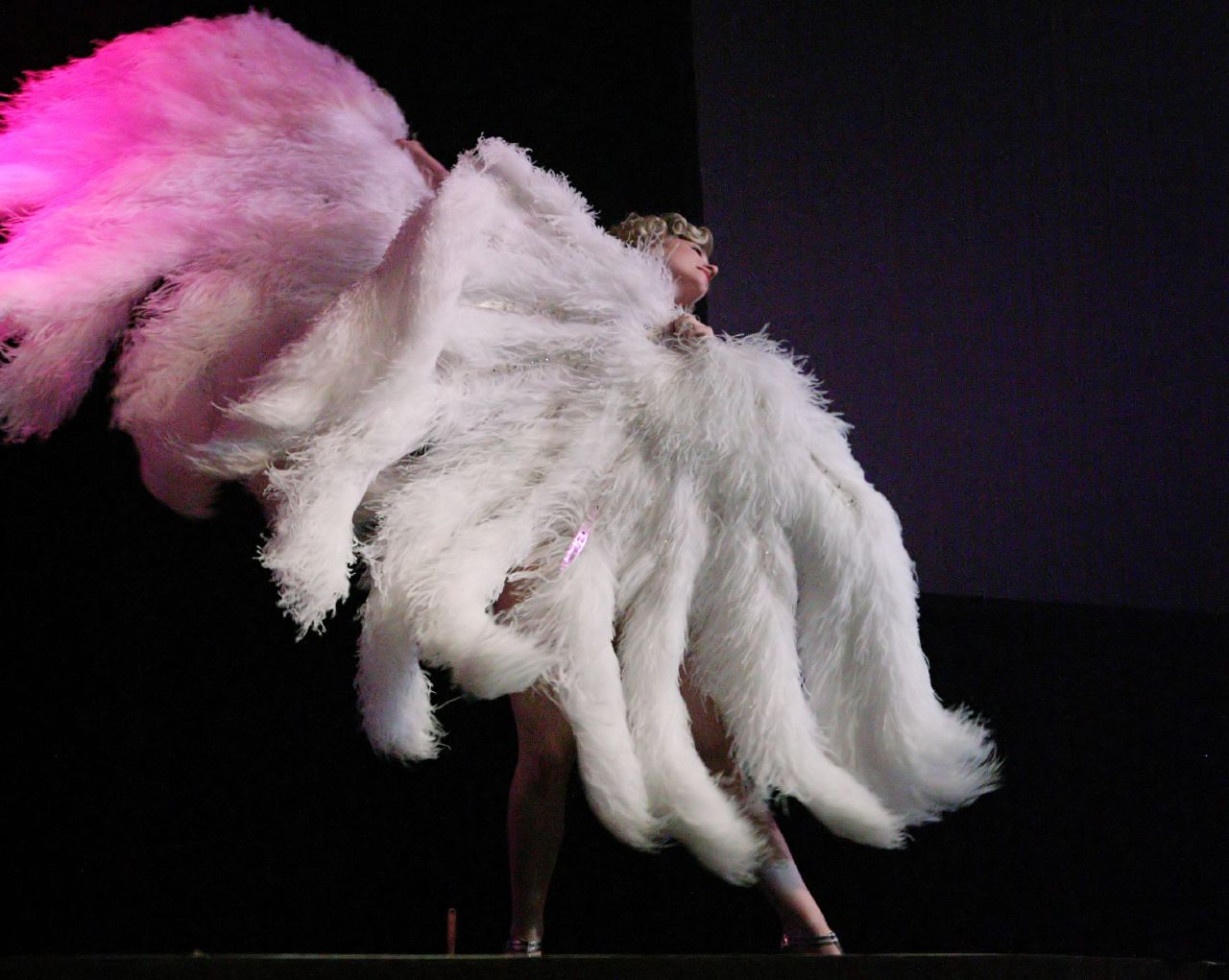
La danse de l'éventail de Michelle L'amour, Miss Exotic World 2005, à l'occasion du concours de 2007.

Le musée organise le concours annuel de Miss Exotic World, le premier samedi de juin de chaque année. Chaque année, une artiste néo-burlesque est couronnée Miss Exotic World dans le cadre d'un concours souvent appelé Miss Amérique du burlesque. Les gagnants reçoivent à la fois le titre et un trophée.
Après les célébrations annuelles du syndicat de la Ligue des danseurs exotiques, Dixie Evans lancé le concours de Miss Monde Exotique, en 1990, pour attirer les gens au musée. Elle attire l'attention en envoyant un communiqué de presse affirmant que « Lili St. Cyr, Tempest Storm, Blaze Starr et 30 autres anciens du burlesque seront tous invités à assister à cette réunion ». Bien que cela soit techniquement vrai, aucun de ces invités n'était présent cette année-là. Cependant, le communiqué a attiré l'attention de la presse sur le concours, qui a eu suffisamment de succès pour devenir un événement annuel.
Chaque concours présente des performances burlesques de stars de l'âge d'or du burlesque et de jeunes femmes impliquées dans la scène du new burlesque.

### Source de la traduction
- (en) Cet article est partiellement ou en totalité issu de l’article de Wikipédia en anglais intitulé « Burlesque Hall of Fame » (voir la liste des auteurs).